# Carl-Henric Svanberg

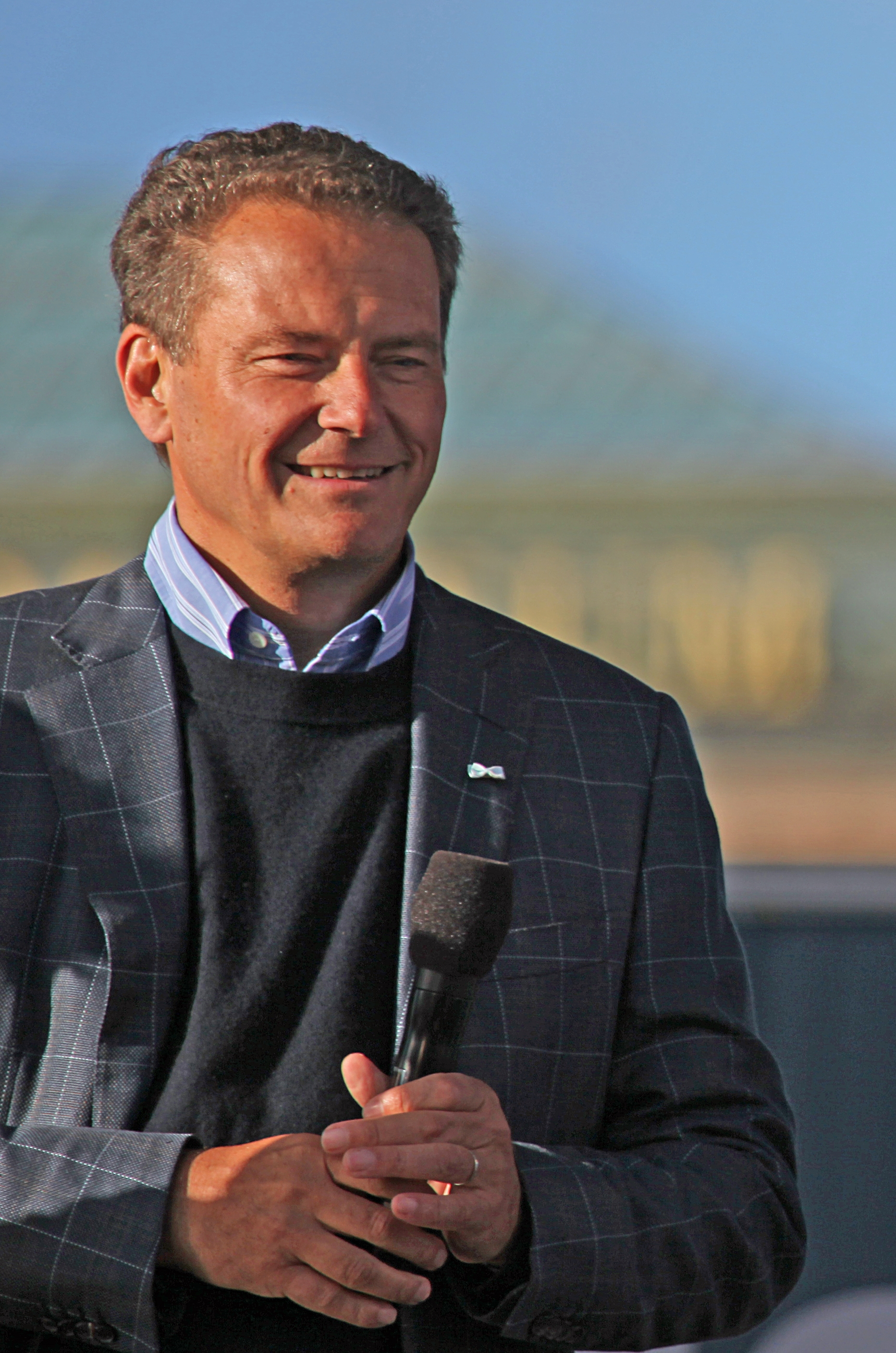
Carl-Henric Svanberg

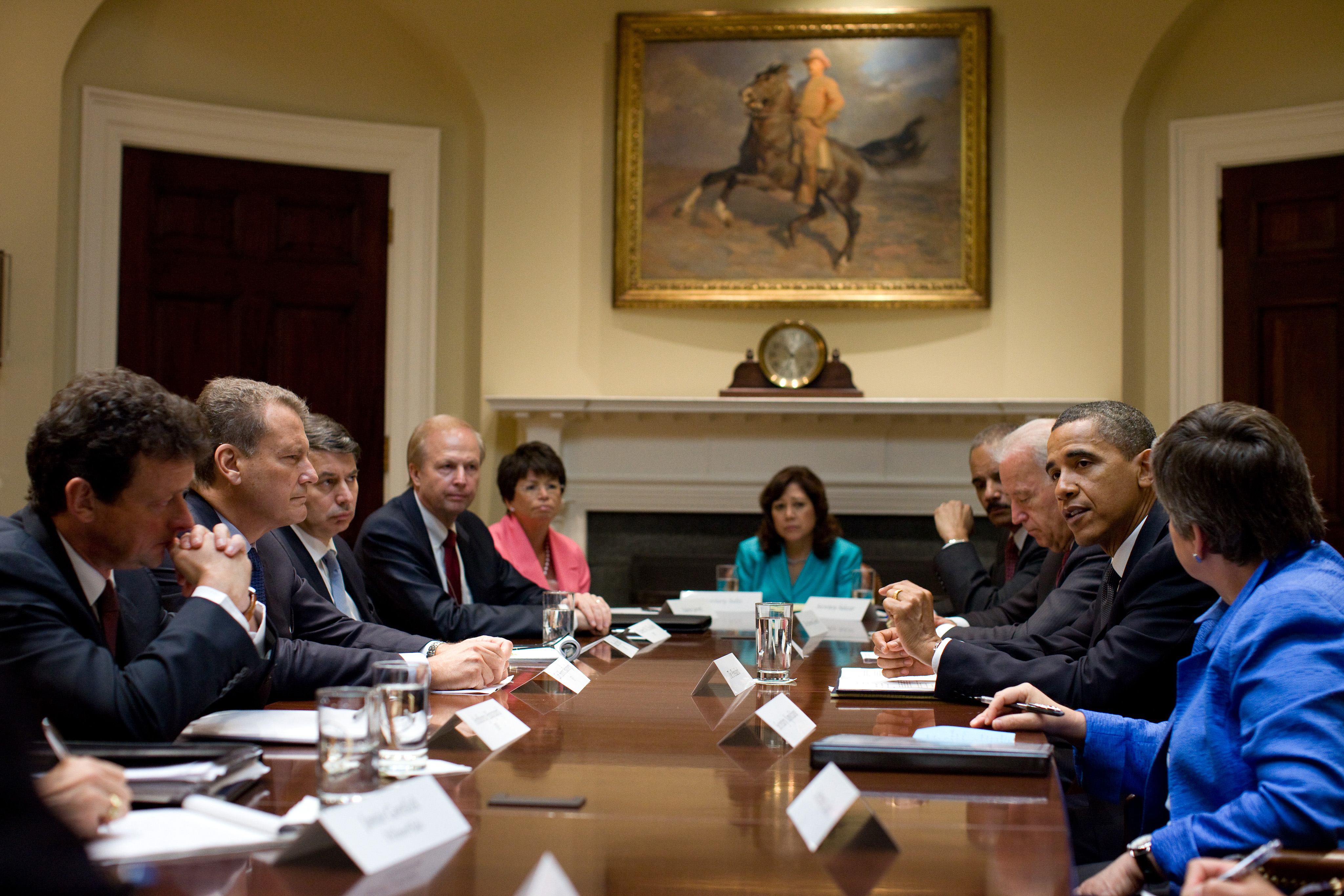
Barack Obama und Joe Biden mit den BP-Verantwortlichen im Weißen Haus, 16. Juni 2010. Von links Tony Hayward, Carl-Henric Svanberg, Rupert Bondy, Bob Dudley, Valerie Jarrett, Arbeitsministerin Hilda Solis, Attorney General Eric Holder und Heimatschutzministerin Janet Napolitano.

Carl-Henric Svanberg (* 29. Mai 1952 in Porjus, Gemeinde Jokkmokk) ist ein schwedischer Diplom-Ingenieur, Wirtschaftswissenschaftler und Unternehmer. Er war von 2003 bis Ende 2009 Konzernchef von Ericsson und ist seit Januar 2010 Vorsitzender des Board of Directors von BP.

## Lebenslauf
Svanberg erwarb einen Master in Angewandter Physik von der Technischen Hochschule Linköping und einen Bachelor in Business Administration von der Universität Uppsala.
Nach dem Examen 1977 arbeitete er für Asea Brown Boveri (ABB) in verschiedenen internationalen Aufgaben im Bereich Export. 1986 wechselte er zu Securitas, dem Weltmarktführer im Sicherheitsbereich. Vier Jahre später wurde er zum First Executive Vice President der Securitas-Gruppe ernannt. 1994 wechselte er als Vorstandsvorsitzender zur Assa-Abloy-Gruppe.
Vorstandsvorsitzender der Telefongesellschaft Ericsson war er von April 2003 bis Ende Dezember 2009. Nach seinem Verzicht auf den Vorstandsvorsitz blieb er im Aufsichtsrat von Ericsson und hält 3.234.441 Aktien der Gesellschaft.
Svanberg gehörte dem Board von BP als designierter Vorsitzender seit dem 1. September 2009 an und folgte Peter Sutherland im Vorsitz ab 1. Januar 2010.
Am 16. Juni 2010 traf Svanberg mit anderen BP-Verantwortlichen wie Tony Hayward und Bob Dudley mit US-Präsident Barack Obama und Vizepräsident Joe Biden zusammen, um die Verantwortung von BP für die Auswirkungen der  Ölpest im Golf von Mexiko 2010 zu erörtern. Er verursachte einen Medienaufruhr, als er BPs Betroffenheit für die kleinen Leute  an der Golfküste der Vereinigten Staaten und die Bedrohung ihrer Existenzen durch die Ölkatastrophe mit den Worten ausdrückte: „We care about the small people.“ Svanberg entschuldigte sich für seine Wortwahl mit einem „slip in translation“.
2007, 2014 und 2015 nahm er an der Bilderberg-Konferenz teil.